# Project Mercury (álbum)
Project Mercury   es un álbum split grabado entre Rosetta y Balboa. El título deriva de la primera misión espacial estadounidense en la que llevaron un hombre al espacio. Fue publicado el 24 de abril de 2007 por la ya difunta discográfica Level Plane.

## Listado de canciones
| N.º | Título                   | Letras         | Música          | Duración |  |
| 1.  | «Primitive Accumulation» | Peter Bloom    | Balboa          | 2:52     |  |
| 2.  | «Kaddish»                | Balboa         | Balboa          | 9:52     |  |
| 3.  | «Planet of Slums»        | Bloom          | Balboa          | 3:15     |  |
| 4.  | «TMA-1»                  | Rosetta        | Rosetta         | 10:21    |  |
| 5.  | «Clavius»                | Rosetta        | Rosetta         | 12:18    |  |
| 6.  | «Project Mercury»        | Bloom, Rosetta | Rosetta, Balboa | 8:51     |  |

## Miembros
Rosetta
- Michael Armine - edición de sonido, voz
- David Grossman - bajo y voz
- Bruce McMurtrie Jr. - batería
- J. Matthew Weed - guitarra, violín

Balboa
- Peter Bloom - voz
- Armando Morales - bajo
- Dave Pacifico - guitarra
- Drew Juergens - batería

Samples
- Mike Armine en "TMA-1" y "Project Mercury"

Producción
- Masterizado por Alan Douches

Diseño artístico
- Diseño artístico por Paul Jeffrey